# Jutatip Maneephan
Jutatip Maneephan (em tailandês:  จุฑาธิป มณีพันธุ์; nascida em 8 de julho de 1988) é uma ciclista tailandesa. Representou sua nação nos Jogos Olímpicos de Verão de 2012, na prova de corrida em estrada.